# Sarai Berke

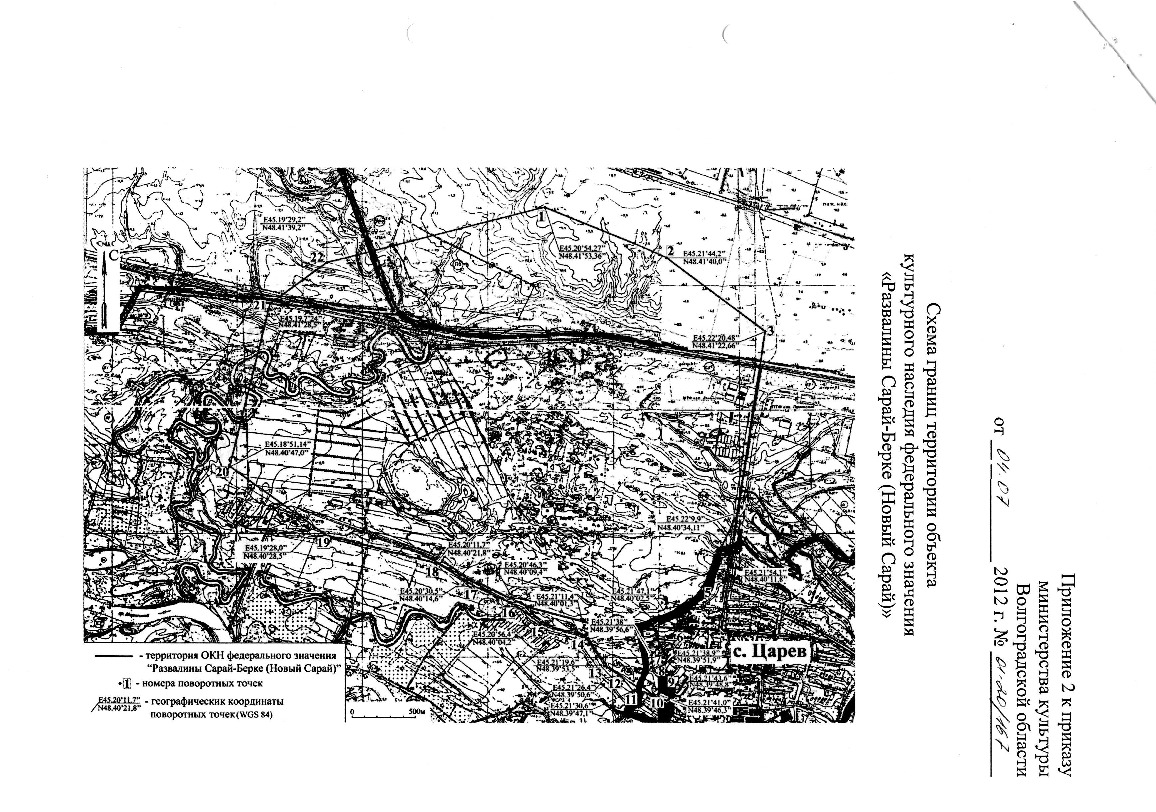

Sarai Berke foi a segunda capital da Horda de Ouro. Situada no rio Akhtuba, no médio Volga (próximo da atual cidade de Volgogrado). Foi fundada em 1261 pelo então cã da Horda de Ouro Berke. Em 1282 a cidade passou a ser a capital da Horda de Ouro, condição que manteria até 1396. A cidade ainda abrigou entre 1261 a 1454 a arquidiocese ortodoxa de Krutistky. Assim como outras cidades da Horda de Ouro, veio a ser afetada pelo período de anarquia nas décadas de 1360 e 1370. Veio a ser destruída em 1396 por Tamerlão, sendo reconstruída em 1402 para ser novamente destruídaum século mais tarde pelos Tártaros da Crimeia.